# Portenšlagova zvončika
Portenšlagova zvončika (Portenšlagov zvončić; lat. Campanula portenschlagiana), trajnica iz porodice zvončikovki. Hrvatski je endem uvezen u nekoliko europskih zemalja (Velika Britanija, Austrija, Belgija, Francuska).
U Hrvatskoj raste u srednjoj Dalmaciji i na nekim otocima, osobito po okomitim stijenama rijeke Cetine, na Biokovu, obroncima Rilića i Drveničkih stina.

## Sinonimi
- Campanula affinis Rchb. ex Nyman
- Campanula muralis Port. ex A.DC.
- Campanula portenschlagiana f. grandiflora Soljan
- Campanula portenschlagiana var. hirsuta Soljan
- Campanula portenschlagiana var. pumila Soljan